# José Antonio Noriega
José Antonio Noriega (Città del Messico, 29 dicembre 1969) è un ex calciatore messicano, di ruolo centrocampista.
Ha vinto la Gold Cup nel 1993 con la sua nazionale.

## Palmarès

### Club

#### Competizioni nazionali
- Campionato messicano: 3

Pumas UNAM: 1991
Cruz Azul: Invierno 1997
Morelia: Invierno 2000

#### Competizioni internazionali
- CONCACAF Champions League: 2

Pumas UNAM: 1989
Cruz Azul: 1997
- CONCACAF Cup Winners Cup: 1

Monterrey: 1993